# Don Rhymer
Donald E. Rhymer (* 23. Februar 1961 in Union, South Carolina; † 28. November 2012 in Los Angeles, Kalifornien) war ein US-amerikanischer Drehbuchautor. 

## Leben
Donald Rhymer studierte an der James Madison University Englisch und Kommunikationswissenschaften. Anschließend arbeitete er ab Anfang der 1980er Jahre für das Fernsehen. Ab Ende der 1980er Jahre wurden von ihm Drehbücher für Sitcoms wie Daddy schafft uns alle und Küß’ mich, John verfilmt. Nachdem mit Banner Times sein erstes Drehbuch für einen Fernsehfilm ausgestrahlt wurde, konnte sich Rhymer als Drehbuchautor für Langspielfilme etablieren. So schrieb er Bücher zu Komödien wie Big Mama’s Haus und Big Mama’s Haus – Die doppelte Portion.
Im Jahr 2009 wurde bei Rhymer ein Kopf-Hals-Karzinom festgestellt. Fortan dokumentierte er seine Krebsbehandlung auf der Internetseite Lets Radiate Don. Am 28. November 2012 verstarb er im Alter von 51 Jahren an seiner Krebserkrankung im USC Norris Comprehensive Cancer Center. Er hinterließ eine Frau, mit der er 29 Jahre lang verheiratet war, und drei gemeinsame Kinder.

## Filmografie (Auswahl)
- 1991–1993: Daddy schafft uns alle (Evening Shade, Fernsehserie, 18 Folgen)
- 1992–1994: Küß’ mich, John (Hearts Afire, Fernsehserie, vier Folgen)
- 1993: Banner Times
- 1995: Lucky im Glück (Past the Bleachers)
- 1997: Das Geheimnis der Mumie (Under Wraps)
- 2000: Big Mama’s Haus (Big Momma's House)
- 2002: Santa Clause 2 – Eine noch schönere Bescherung (The Santa Clause 2)
- 2004: Agent Cody Banks 2: Mission London (Agent Cody Banks 2: Destination London)
- 2005: Honeymooners (The Honeymooners)
- 2006: Big Mama’s Haus 2 (Big Momma’s House 2)
- 2006: Blendende Weihnachten (Deck the Halls)
- 2007: Könige der Wellen (Surf’s Up)
- 2011:  Big Mama’s Haus – Die doppelte Portion (Big Mommas: Like Father, Like Son)
- 2011: Rio
- 2014: Rio 2 – Dschungelfieber (Rio 2)